# Gabriel de Saint-Aubin
Pour les articles homonymes, voir Saint-Aubin.
Gabriel-Jacques de Saint-Aubin, né le 14 avril 1724 à Paris où il est mort le 14 février 1780, est un dessinateur, graveur à l’eau-forte et peintre français. 

## Biographie
Il est d'une famille d'artiste. Il a cinq frères : Charles-Germain, brodeur, Louis-Michel, peintre sur porcelaine, Augustin, graveur et Athanase, comédien. Il étudie d'abord avec son père puis avec Étienne Jeaurat et de Hyacinthe Collin de Vermont. Simultanément il enseigne le dessin à l'école d'art de François Blondel et ses premières gravures datent de 1750.
Après trois échecs au Prix de Rome de 1752 à 1754, il rompt avec l’Académie de peinture pour rejoindre et exposer à l’Académie de Saint-Luc en 1774 et au Salon du Colisée, en 1776.

## Œuvre

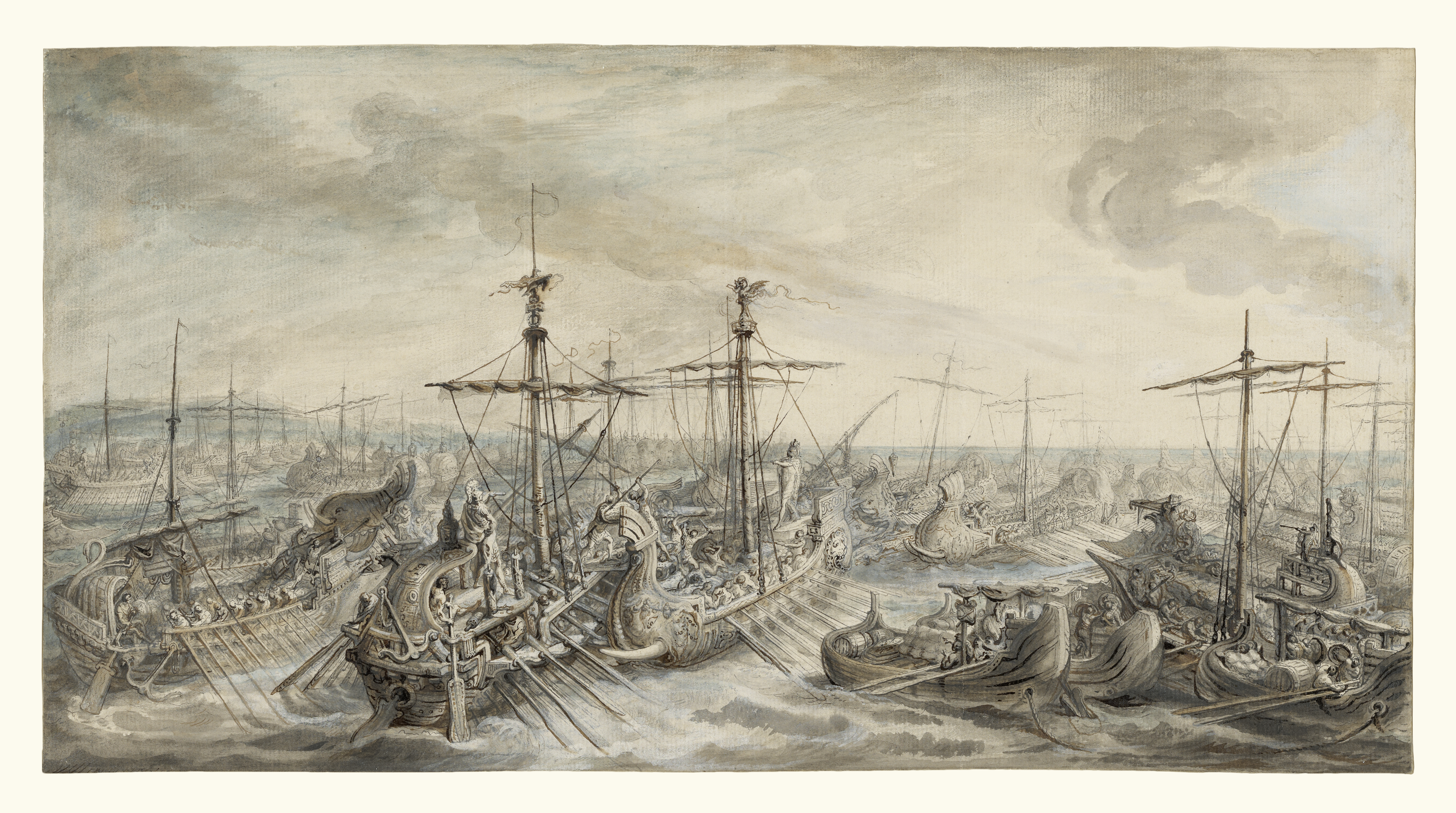
Une vision d'artiste de la bataille du Cap Ecnome, réalisée par Gabriel de Saint-Aubin, pour illustrer un ouvrage sur l'histoire de Rome, ouvrage jamais publié.

Un caractère distinctif de l’art de Saint-Aubin est son penchant immodéré pour l’observation de la société dans les rues de la capitale, dont il croquait les scènes ou les amusements au gré de ses errances. À ce titre, ses gravures à l’eau-forte et ses grandes aquarelles constituent une trace précieuse de la vie artistique parisienne au XVIIIe siècle, en particulier ses catalogues illustrés des Salons et des ventes.
Sur un exceptionnel carnet réunissant plus d'une centaine de pages, il avait griffonné son quotidien. Le 20 novembre 1941, le Louvre en fait l'acquisition. L'ensemble du carnet reproduit à l'échelle réelle est aujourd'hui édité sous le titre Livre de croquis de Gabriel de Saint-Aubin. Il réunit 108 pages dont 103 illustrées et annotées entre 1759 et 1778. L'artiste nous y invite à parcourir les rues de Paris, à découvrir certains de ses monuments, à partager avec lui quelques événements marquants ou bien encore à vivre le quotidien de son petit monde peuplé de si nombreuses jeunes femmes toutes occupées à la lecture, à la musique ou aux travaux d'aiguille. On peut y trouver entre autres, en marge, un croquis de Marie-Jeanne Boucher, l'épouse de Boucher.

### Peinture

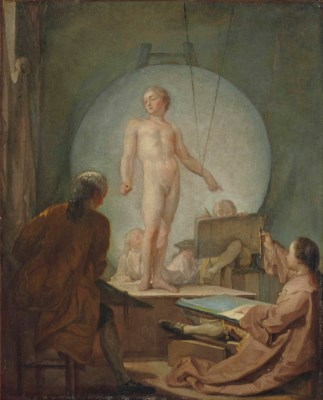
L'Académie de dessin, huile sur toile, 59,9 × 48,4 cm.

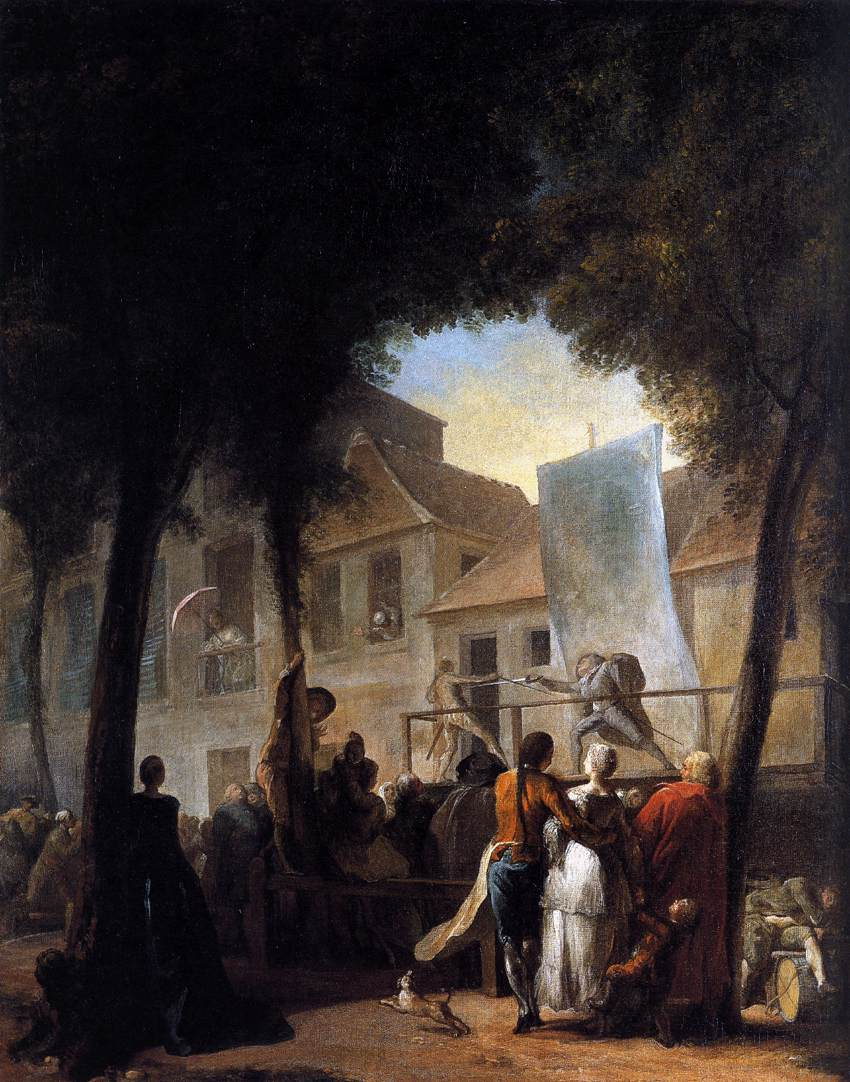
'La Parade du Boulevard de Saint-Aubin, National Gallery, 1760

- Une Fête au Colisée, 1772, craie noire et aquarelle, 17 × 23 cm, Wallace Collection, Londres[4]
- Allégorie au médaillon, Rouen, Musée des beaux-arts
- Artiste bossu, Rouen, Musée des beaux-arts
- Cabinet de l’amateur, Rouen, Musée des beaux-arts
- Laban cherchant ses idoles, Paris, Musée du Louvre département des Peintures
- La Parade du boulevard, Londres, National Gallery of England
- La Promenade à Longchamps, Perpignan, musée Hyacinthe Rigaud.
- Le Christ et la Samaritaine, Rouen, Musée des beaux-arts
- Le Rêve ou Voltaire composant La Pucelle, Paris, Musée du Louvre département des Peintures
- Le Triomphe de l’amour sur tous les dieux ; le pouvoir de l’amour (titre ancien), Rouen, Musée des beaux-arts
- Leçon de danse, Rouen, Musée des beaux-arts
- Les Singes francs-maçons, Rouen, Musée des beaux-arts
- Mattathias renversant les idoles ; dit aussi le renversement des idoles, Rouen, Musée des beaux-arts
- Nabuchodonosor et Sédécias, Paris, Musée du Louvre département des Peintures
- Portrait de jeune femme en médaillon, Rouen, Musée des beaux-arts
- Portrait de jeune homme, Rouen, Musée des beaux-arts
- Scène antique ; dit aussi la fille de Jephté (?), Rouen, Musée des beaux-arts
- Vue du Salon de 1779, 1779, huile sur papier marouflé sur bois, 19 × 44 cm, Paris, musée du Louvre.

### Dessins
Conservés à Paris, Musée du Louvre département des Arts graphiques :
- Allégorie de l’Éveil de la nature
- Allégorie de l’Histoire,
- Allégorie de l’éducation du duc de Bourgogne,
- Allégorie de la Nature : une bergerie,
- Allégorie de la Nature,
- Allégorie en l’honneur de Louis XVI,
- Annotation manuscrite,
- Annotations manuscrites,
- Arbres,
- Assemblée de femmes dans un parc, l’une d’elles tenant un arc,
- Bien fin qui s’y reconnaîtra,
- Buste d’un guerrier parlant à une figure,
- Bustes et statuettes déposés sur une tablette,
- Cascade et bassin dans un parc,
- Concert dans une chapelle,
- Coupole décorée de peintures allégoriques,
- Coupole peinte au-dessus de statues volantes,
- Cour du Manège aux Tuileries,
- Cour intérieure d’une maison, vue, perspective de toits,
- Couronnement de Voltaire au Théâtre-Français,
- Croquis d’architecture ; croquis de buste de Sully,
- Croquis d’une figure ailée ; croquis de deux ours,
- Croquis de buste de Sully ; croquis indistinct,
- Croquis de femme ; tribunes,
- Croquis de femme assise de profil, tournée vers la gauche,
- Croquis de femme, assise, de trois-quarts, un manchon sur ses genoux,
- Croquis de figure assise,
- Croquis de harpe,
- Croquis de navire ; notes manuscrites,
- Croquis de sculpture et d’architecture,
- Croquis de tableaux et de statue ; hommes portant une femme nue devant Néron,
- Croquis de tableaux, de bas-reliefs ; croquis d’homme jouant de la flûte,
- Croquis de tableaux, de statuettes, de bustes,
- Croquis indéterminé,
- Croquis,
- Cérémonie de la remise de l’Ordre du Saint-Esprit à Versailles,
- Dans un ovale, fillette lisant et garçonnet coiffé d’un casque,
- Deux Bouquetières,
- Deux enfants dont l’un tient un cerf-volant, un rémouleur, un violoneux,
- Deux Enfants,
- Deux Femmes et un petit satyre couché à terre,
- Deux Figures nues ; vue d’architecture,
- Deux Hommes dans un intérieur, dont un coiffé d’un chapeau,
- Deux Hommes vus en buste, conversant,
- Deux Hommes, en buste, de profil ; une boutique de fruitière,
- Deux Muses, l’une tenant un masque et l’autre jouant de la lyre,
- Deux Scènes : couple dans un parc et une femme et deux femmes,
- Deux Vues superposées de l’église Sainte-Geneviève,
- Deux Études de femmes nues, et profil féminin tourné vers la droite,
- Didon accueillant Énée,
- Divers croquis de peintures, sculptures,
- Détail architectural et allégorie,
- Ecclésiastiques assis sur un mur, représentations de scènes religieuses,
- Étude architecturale avec une statue dans une niche,
- Étude d’architecture d’une borne de pierre et chaîne ; enfant nu,
- Étude d’intérieur ; vue d’architecture,
- Étude d’une horloge astronomique dans une cage de verre,
- Étude de femme dessinant sur ses genoux ; étude de chat ; étude de jambe,
- Étude de monument ; statue équestre ; médaillon avec profil de Louis XV,
- Étude de personnages ; groupe de maisonnettes à la Ville-l’Evêque,
- Étude des loges d’un théâtre,
- Étude pour le frontispice de l’Almanach Historico-physique,
- Étude pour un plafond,
- Études d’animaux ; vue d’une ferme,
- Études de quarante statues et groupes, sur cinq registres,
- Études de sculptures ; tête d’homme de profil ; notes manuscrites,
- Études de visage et d’une médaille antique,
- Façades de maisons encadrées d’arbres,
- Femme agenouillée ; homme âgé lisant une partition et jeune femme assise,
- Femme assise dessinant,
- Femme vue en buste de trois quarts à droite ; tête d’homme,
- Femmes assises ou debout ; paysage avec de nombreux monuments,
- Feuillage,
- Feuille d’études : l’horloge astronomique de Castel, divers portraits ...,
- Figures et étude de grille de Saint Germain l’Auxerrois,
- Fileuse, assise, devant son rouet ; figure féminine sur fond de feuillage,
- Fillette assise près d’une petite table chargée de cartons et autres figures,
- Fillette lisant, vue de face, mère et son enfant au berceau,
- Frontispice : aigle enserrant un tableau,
- Frontispice pour une partition,
- Gabriel de Saint Aubin peignant une allégorie de la Justice,
- Habitation entourée d’arbres ; fileuse et jeune garçon ; allégorie,
- Habitation rustique ; personnage assis, dormant ; figure ailée et monstre,
- Hercule, dessin pour une pierre gravée ou pour un cachet,
- Hercule, dessin pour une pierre gravée ou pour un cachet,
- Homme et femme dans un parc ; vue d’un groupe sculpté dans un parc,
- Homme tenant une lettre, caressant le menton d’une bergère,
- Hommes en armure combattant dans une salle,
- Hommes et femmes dans une église groupés autour d’un catafalque,
- Huit sujets de la vie de la Vierge, d’après différents maîtres,
- Illustration pour une scène de l’acte V de Mahomet Ier, de Voltaire,
- Intérieur d’un salon,
- Intérieur d’un édifice,
- Intérieur d’église, groupe sculpté du buffet d’orgue ; notes manuscrites,
- Intérieur de la Chapelle d’Orléans au couvent des Célestins,
- Intérieur à colonnes,
- Jeune femme assise dans un fauteuil ; deux figures nues étendues,
- Jeune femme dessinant près d’une autre femme allaitant,
- Jeune femme en buste coiffée d’un chapeau à plumes, assise, lisant,
- Jeune femme montant en carrosse,
- Jeune homme agenouillé et lisant devant un personnage debout,
- Jeunes couple s’embrassant,
- Jeunes filles couronnées par des muses, médaille à l’effigie d’Adrien,
- Jupiter et Danaé,
- Jupiter et Hébé,
- Jupiter et Io,
- L’entrée de la Dauphine Marie-Antoinette dans Paris,
- La Minerve de Mlle Saint-Quentin, marchande de modes,
- La Vierge et l’Enfant,
- La Boutique de Mlle Saint-Quentin, marchande de modes, au Magnifique,
- La Colonne de la Halle aux grains de l’ancien Hôtel de Soissons,
- La Fontaine Saint-Pierre au Pré-Saint-Gervais,
- La Marquise du Châtelet,
- Le Nain de la foire, en 1770,
- Le Cabinet de curiosité de Monsieur de Réaumur,
- Le Carrosse de la famille royale, tiré par plusieurs chevaux,
- Le Chevalier Bossu imite les jongleurs indiens,
- Le Comte d’Estaing présenté à Louis XVI par Monsieur de Sartine,
- Le Festin d’Assuérus,
- Le Fou,
- Le Roi Salomon,
- Les Modèles à l’Académie de Saint-Luc,
- Les Quatre éléments,
- Listes de noms,
- Léda et le cygne,
- Marie-Antoinette à cheval,
- Mascaron,
- Mentor au pied du trône s’entretient avec un jeune prince,
- Mezzetin jouant de la guitare et plusieurs études de personnages,
- Mise en place d’un dais pour une fête religieuse,
- Monument à colonnade avec personnage ; études de têtes féminines,
- Mort du Dauphin, fils de Louis XV,
- Motifs décoratifs,
- Nabuchodonosor et Sédécias,
- Nombreux personnages près d’un port,
- Notes manuscrites,
- Notes manuscrites,
- Nymphe étendue,
- Ouverture sur un parc, vu d’un intérieur,
- Partage de la Pologne 1773,
- Partie supérieure de crâne,
- Paysage : bassin entouré d’arbres,
- Paysage ; femmes assises lisant,
- Paysage ; femmes lisant,
- Paysage avec grotte, ruines et rochers au bord d’un plan d’eau,
- Paysage avec une architecture à colonnes,
- Paysage,
- Personnage antique déclamant et nymphe dansant,
- Personnage jouant du violon sur fond d’architecture ; études de statues,
- Personnages assis,
- Personnages s’affairant autour d’un pressoir démonté, dans une galerie,
- Petit croquis de cheval cabré au-dessus de trophées militaires,
- Pompe funèbre et apothéose de César,
- Porte avec des armoiries,
- Portrait d’une jeune femme, vue en buste de face, derrière elle autre femme,
- Portrait de Catherine-Noëlle, dite Rose, de Saint-Aubin,
- Portraits de Henri IV et de Sully,
- Portraits, de profil, de Charles-Germain de Saint-Aubin et de sa femme,
- Projet d’un poêle,
- Projet de monument en l’honneur de magistrats,
- Promeneurs dans une allée bordée d’arbres et de palissades,
- Présentation de la Vierge au Temple,
- Péristyle d’un palais, et deux femmes assises,
- Quatre études d’après des statuettes dans le goût chinois,
- Représentation de monnaies du Moyen Âge, et portrait d’homme,
- Romain en toge ; silhouette marchant vers la gauche,
- Réception du chevalier de Bossu au pays des Akansas,
- Salon de 1765 ; piédestal de statue de la place Louis XV,
- Schéma d’accrochage de tableaux ; tête d’homme et obusier,
- Sculptures et tableaux au Salon,
- Scène avec des personnages,
- Scène avec plusieurs personnages,
- Scène de Naïs,
- Scène de théâtre,
- Sept croquis de faunes, sur deux registres,
- Sept figures agenouillées, priant dans une église ; femme lisant,
- Sophie Arnould aux Grands-Augustins,
- Statue ; personnage jouant de la harpe et divers croquis,
- Statue d’un souverain vêtu à l’antique avec une Victoire et une Renommée,
- Statue de femme demi nue, une draperie autour de la taille,
- Statue sur un socle à bas-reliefs ; monument en forme d’obélisque,
- Statue équestre de Louis XV ; statue de Louis XV de Reims ; négrillon,
- Statuettes, bas-reliefs et sculptures diverses ; paysage,
- Suzanne au bain surprise par les deux vieillards,
- Tableau encadré représentant une scène allégorique,
- Tableaux et sculptures,
- Traces de gouache blanche,
- Trois enfants portant un casque, un vase et un bouclier,
- Tête d’homme vu de profil tournée vers la gauche,
- Tête de femme, de profil à gauche,
- Tête de jeune femme,
- Tête de reptile, la gueule entr’ouverte,
- Ulysse dans le Ballet des Sens,
- Un Atelier avec un vieillard présentant une facture à un jeune artiste,
- Un Cheval harnaché tire un cabriolet sur lequel sont deux hommes,
- Un Prédicateur en chaire,
- Un Vauxhall parisien,
- Une Allée dans un parc animé de personnages,
- Une Demi-figure de jeune fille et quatre têtes,
- Une Femme, vue de dos, visitant une exposition de peinture,
- Une Fête au Colisée,
- Une Pièce avec, sur la droite, une cheminée,
- Vente aux enchères publiques, 1776,
- Vue d’intérieur d’édifice,
- Vue d’intérieur d’édifice,
- Vue d’intérieur,
- Vue d’un vestibule à colonnes,
- Vue d’une scène de théâtre surmontée d’armoiries royales,
- Vue du Salon de 1765,
- Vue du jardin des Tuileries, avec la statue équestre de la Renommée,
- Vue prophétique de l’église Sainte-Geneviève pour l’an 3000,
- Vénus descend de son char pour caresser la barbe d’Anacréon,
- (inspiré par Jean-Baptiste Greuze) Trois femmes dans un intérieur,
- (inspiré par Jean Antoine Houdon) Jupiter et Antiope,
- La Naïade de Houdon, (inspiré par Jean Antoine Houdon)
- Deux femmes assises sur des coussins, vêtues à la turque, (inspiré par Jean Étienne Liotard)
- La Justice de l’empereur Othon, (inspiré par Luca Penni)
- Tête de femme, tournée vers la droite, (inspiré par Raffaello Santi)

#### Conservés à Paris,Beaux-Arts de Paris
- Ouvroir de fileuses à deux mains, pierre noire, plume, encre noire, lavis brun et d'encre de Chine et aquarelle sur papier brun, H. 0,232 ; L. 0,375 m[5]. Cette feuille n'est pas réalisée "d'après nature" comme la majorité des productions de Saint-Aubin. Ici, elle illustre l'invention de Claude de Bernières de Saint-Martin, contrôleur général des Ponts et Chaussées. Loin d'être un rapide croquis, elle est particulièrement soignée, visant à promouvoir cette innovation. Il s'échappe tout de même des contraintes du sujet en animant son dessin par la conversation des fileuses et la silhouette d'un homme traversant l'allée centrale[6].
- Vitellius est conduit au Supplice, plume, lavis de sépia et lavis gris avec rehauts de gouache blanche, 20.4 x 15.5 cm[7]. Peu familier avec la Rome antique, il propose ici une composition théâtrale inspirée par la Vie des douze Césars de Suétone (chapitre VI)[8].

Dans d'autres musées
- Louise-Marie-Bathilde d’Orléans, duchesse de Bourbon (1750-1822), avec son fils Louis-Antoine-Henri de Bourbon-Condé duc d’Enghien (1772-1804) nouveau-né, 1773, Chantilly, Musée Condé
- L’Apothéose de Romulus, Lyon, Musée des arts décoratifs
- La Galerie Randon de Boisset, Lyon, Musée des arts décoratifs
- Feuille d’études montrant la statue de Louis XV par Pigalle à Reims, Rouen, Musée des beaux-arts

### Estampe
- Deux Amours découvrant le cadavre d’un amour mort, Paris, Musée du Louvre département des Arts graphiques